# Alfheim Stadion
Alfheim Stadion – stadion piłkarski w Tromsø, w Norwegii. Powstał w 1987 roku, a w roku 2006 przeszedł renowację. Swoje mecze rozgrywa na nim klub Tromsø IL. Obiekt może pomieścić 7500 widzów (z czego 6000 to miejsca siedzące) i wyposażony jest w sztuczną murawę.